# Bathyctenidae
Bathyctenidae is een familie van ribkwallen uit de klasse van de Tentaculata.

## Geslacht
- Bathyctena Mortensen, 1932